# 弗农山会议
弗农山会议（又译作“维农山会议”），是1785年3月21日至28日的一次会议，来自弗吉尼亚和马里兰州的两州代表参加，旨在讨论在两州共同水域的航行权事宜。1785年3月28日，双方提出了一项13点提案，以管理和协调两州在波多马克河、波托马克河和切萨皮克湾的相关权利事宜。该提案统称《弗农山协议》，正式命名为《1785协议》，该协议不仅涵盖潮水水域通航，也延伸至包括通行税、商业法规、捕鱼权和债务征收问题。 两州议会予以批准该契约，为后来各州之间的会议开辟了一个先例，以便讨论共同关心事务。

## 背景
导致这次会议召开的情势始于这个国家从革命战争中取得胜利。《邦联条例》没能建立有力的中央政府，各州之间自身互相争吵，甚至某些州设置了专有法规、关税和货币。为了确保在共享水道的进行互惠的贸易 ，弗吉尼亚和马里兰议会发现，需在两州间达成一项关于水域管辖权方面的协定。马里兰州和弗吉尼亚州先后于1784和1785年批准成立波托马克公司，特许经营波托马克河，改善波托马克河的状况，并提高其在商业上的可航性。该公司的目标是将东海岸与横贯阿巴拉契亚的西北部连接起来。

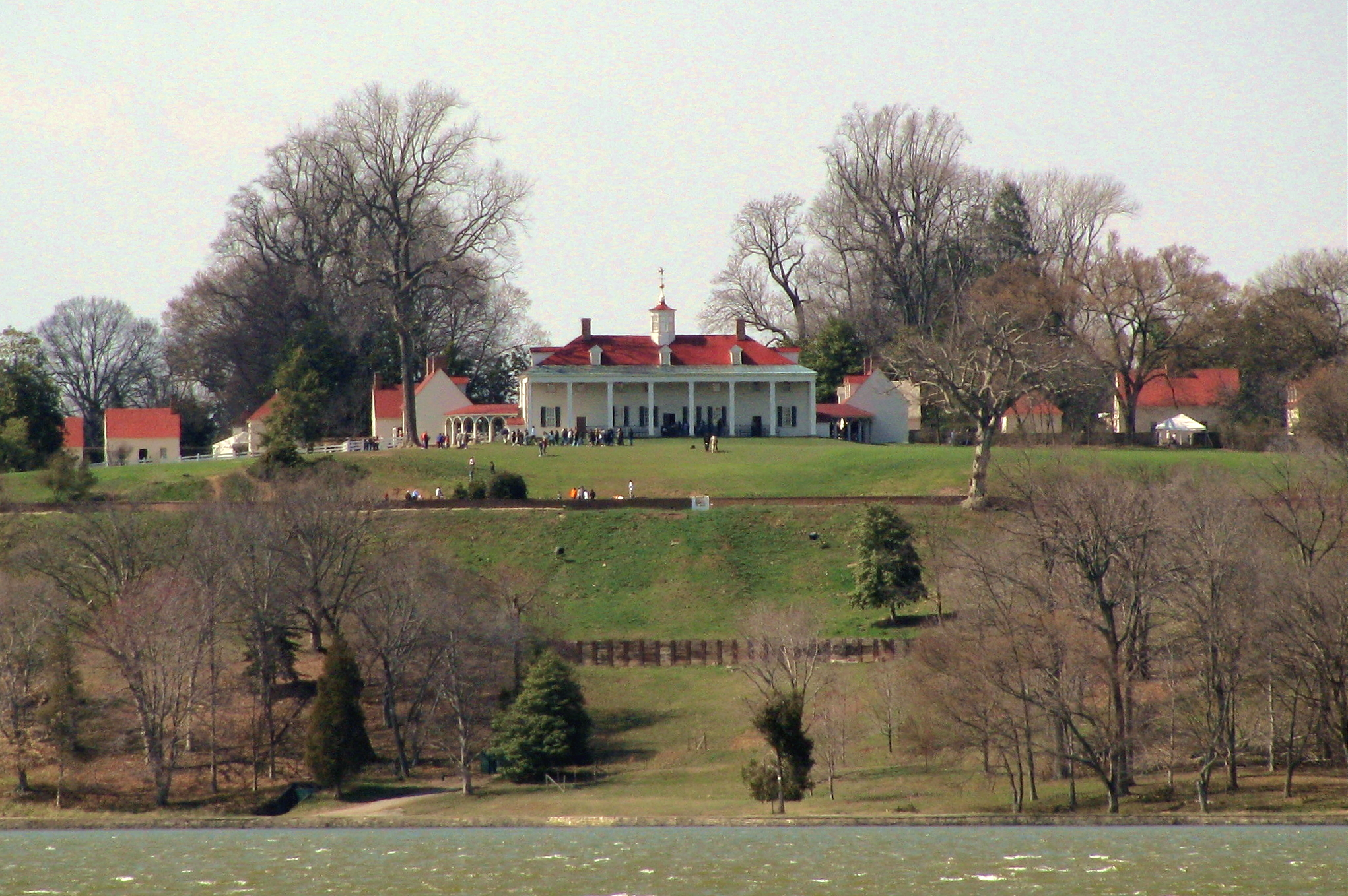
弗吉尼亚州费尔法克斯县乔治华盛顿的弗农山庄园

会议最初被安排在1785年3月21日在弗吉尼亚的亚历山德里亚（ Alexandria）召开。马里兰的代表包括塞缪尔·蔡斯、圣托马斯·杰尼弗的丹尼尔和托马斯·斯通。
来自弗吉尼亚州的亚历山大·亨德森和乔治·梅森出席了会议；詹姆斯·麦迪逊和埃德蒙·伦道夫也已经被任命（为会议代表），但这两位并未得到准确的通知（故而未能准时参会）。当马里兰代表达到会议地点时，没有一个弗吉尼亚代表按时到达。乔治·华盛顿曾一直与托马斯·斯通就这次会议进行交流，他在弗吉尼亚州费尔法克斯县弗农山庄园为他们提供了的盛情款待，并主动提出主持这次会议。华盛顿虽未以正式官方（代表）身份参与，但他以其关于该事务的确切了解和对波托马克河的活跃兴趣，激发了这些代表并且为会谈进程增添了诸多威望

## 会议
该会议于1785年3月25日在弗农山重新召开，由乔治·华盛顿主持。马里兰的代表被授权同弗吉尼亚探讨包括波多马克河、波托马克河和切萨皮克湾的相关事宜。然而，弗吉尼亚议会给以代表的指令仅限于波托马克河。无论如何，总存在(可谈)的共同点，在3月28日，（与会代表）准备好一份最终的报告向两州议会提交。
报告包括13分句，并被马里兰和弗吉尼亚所批准。报告声明曾在马里兰单方管辖的波托马克河 ，成为弗吉尼亚也可使用的公共水道。报告规定了两州共享捕鱼权，两州分担建造航行辅助设备的开销，并展开在共同防御和防范海盗方面的合作。它还呼吁委员处理未来可能出现的任何问题。
宾夕法尼亚和特拉华的政治领袖也被邀请参与此次会谈。

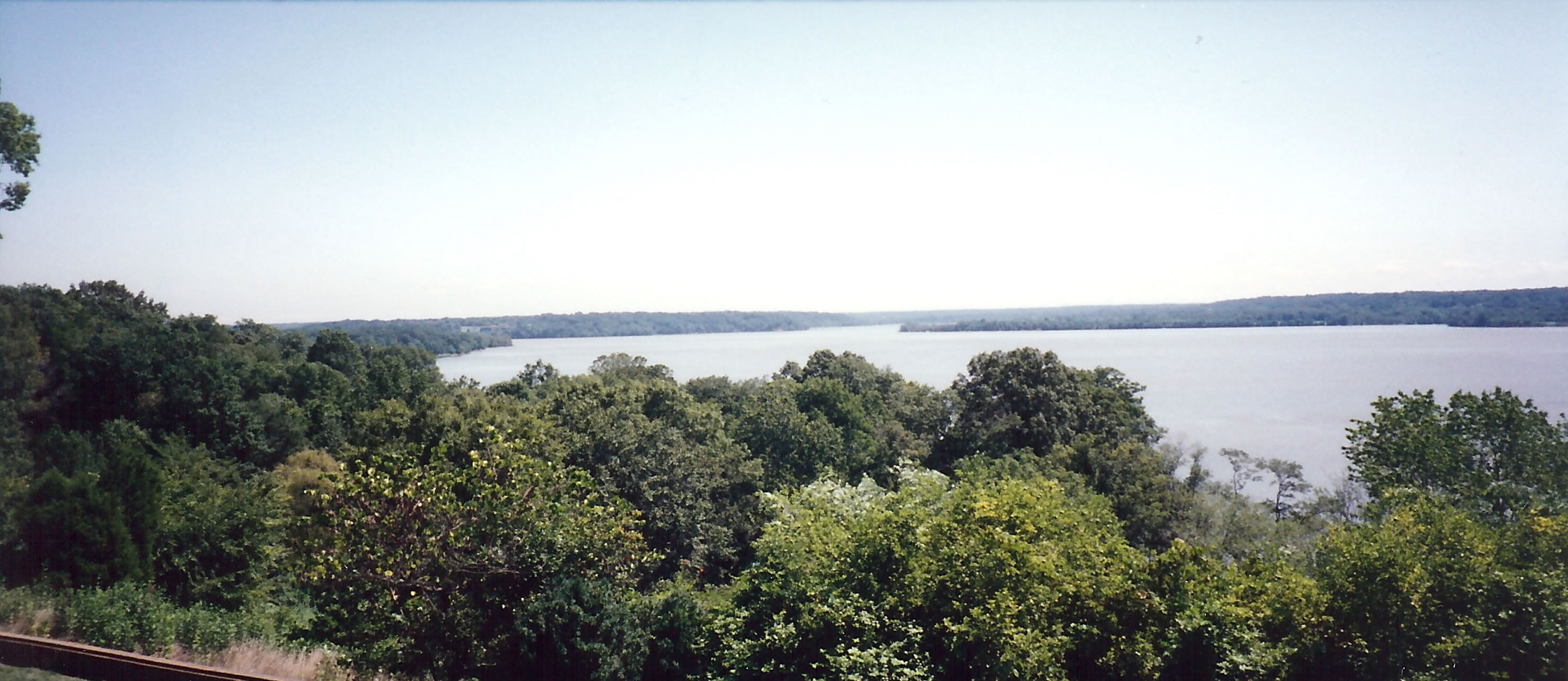
从弗吉尼亚州费尔法克斯县弗农山向马里兰海岸看波托马克河

## 遗产
弗农山会议成为各州间绕开《邦联条例》框架 而采取跨州合作的一个（参考）典范。弗农山会议的成功鼓励詹姆斯·麦迪逊倡导进一步讨论各州面临的宪法问题。他并未努力在邦联会议上寻求拓展弗吉尼亚代表在处理跨州贸易问题方面的权力。相反， 他向弗吉尼亚大会（Virginia General Assembly）提出一项提案，并按照合约（指弗农山会议）的委员的建议，进一步讨论跨州事宜。得到马里兰的同意后，在1786年1月21日，弗吉尼亚邀请各州参与另一关于商务问题的会议，即具有开创性的安纳波利斯会议。
1786年9月11日，在马里兰州的安纳波利斯的乔治·曼酒馆（George Mann's Tavern）召开了第二次州际政治会议，正式名称为“邦联政府缺陷补救委员会议”。来自五个州的代表（来自其他四个州的指定代表，要么因迟到未能参加，要么没有参加）聚集在一起讨论如何促进各州间的贸易，并制定标准的规章和制度。此次集会的一个结果是，委员们呼吁（召开）另一个宪制性会议，以讨论《邦联条例》可能改进点。委员希望召开的会议（指制宪会议）于1787年夏在费城召开
安纳波利斯会议和弗农山会议为费城会议铺平了道路，费城会议进一步加强了跨州合作的概念并产生了一部新的联邦宪法。 宾夕法尼亚州的古弗尼尔·莫里斯间接地提到了弗农山会议的成功。
1908年，一个政府委员会将这些相关事件联系得更紧密。
在乔治华盛顿的影响下，最早的发展该国内陆水道的运动始于弗吉尼亚和马里兰任命专员，主要考虑波托马克河的通航和改善；1785年，他们在亚历山大亚（Alexandria ）会晤，并于弗农山休会，在那里他们计划拓展（会议规模），1786年他们与安纳波利斯其他州的代表重聚；1787年，他们再次发现这项任务越来越重要，在费城安排了一次所有州代表都参加的会议。费城会议审议产生了《联邦宪法》，最初的十三个州主要是在商业基础上完成联合——当时的商业主要靠水。